# Romilio Gutiérrez
Romilio Guillermo Gutiérrez Pino (Linares, 17 de febrero de 1962) es un profesor y político chileno, militante del partido Unión Demócrata Independiente (UDI). Fue diputado por el distrito N.° 39, Región del Maule, entre 2010 y 2018. Posteriormente se desempeñó como Embajador de Chile en la República Dominicana en el segundo gobierno del presidente Sebastián Piñera.
Anteriormente fue concejal y alcalde de la Municipalidad de Colbún (1989-1994).

## Biografía
Nació el 17 de febrero de 1962.
Es casado con Sandra Ruiz y padre de tres hijos.

### Estudios
Cursó su primera enseñanza en la Escuela Básica de Colbún y la continuó en el Liceo de Hombres A-25, actual Liceo Valentín Letelier. Continuó su instrucción universitaria en Universidad de Talca, desde donde egresó como profesor de Matemáticas y Física. También, cursó un máster en Educación y Recursos Humanos en la Universidad Gabriela Mistral. Actualmente se encuentra cursando el programa Senior MBA Máster en Administración de Empresas del ESE Business School de la Universidad de Los Andes, período 2016-2018.

## Trayectoria profesional
En el ámbito profesional, se desempeñó como profesor en la Escuela de San Juan de Colbún. Luego, fue profesor de física en el Liceo de Colbún. En forma paralela, formó parte del Departamento de Educación Municipal y fue secretario Municipal de Colbún.
Una vez establecido en Santiago, fue director de Educación en la Municipalidad de Las Condes durante la alcaldía de Joaquín Lavín. Acompañándolo posteriormente en la Municipalidad de Santiago.
También, fue decano en la Universidad de Ciencias de la Informática (UCINF) en Santiago. En paralelo colaboró en distintas materias del ámbito educacional y municipal con la Fundación Jaime Guzmán e Instituto Libertad y Desarrollo.

## Carrera política
Entre 1989 y 1994, fue alcalde de la Municipalidad de Colbún, designado por la dictadura militar de Augusto Pinochet. Posteriormente, entre 1994 y 1996, fue concejal por la misma comuna.
En diciembre de 2009 fue elegido diputado por el partido Unión Demócrata Independiente (UDI) por la Región del Maule, Distrito n.º 39, para el periodo legislativo 2010-2014, correspondiente a las comunas de Colbún, Linares, San Javier, Villa Alegre y Yerbas Buenas. Fue presidente de la Comisión Permanente de Educación (CPE), Deportes y Recreación. Además de integrante de las comisiones permanentes de Superación de Pobreza, Planificación y Desarrollo Social; Recursos Hídricos, Desertificación y Sequía; Ética y Transparencia; y Vivienda y Desarrollo Urbano. Forma parte del comité parlamentario de la UDI.
Reelecto como diputado por el mismo distrito para el período legislativo comprendido entre los años 2014-2018, integrando las Comisiones de Deportes, Educación, Defensa llegando también a presidir la Comisión de Ética y Transparencia, además de participar como miembro activo del Parlamento Andino, siendo electo vicepresidente del mismo, para el período 2016-2017.
El 14 de julio de 2018 fue nombrado por Sebastián Piñera como embajador de Chile ante la República Dominicana.

## Historial electoral

### Elecciones municipales de 1992
- Elecciones municipales de 1992, para la alcaldía de Colbún[3]

### Elecciones parlamentarias de 2009
- Elecciones parlamentarias de 2009 a diputado por el distrito 39 (Colbún, Linares, San Javier, Villa Alegre y Yerbas Buenas)[4]

### Elecciones parlamentarias de 2013
- Elecciones parlamentarias de 2013 a Diputado por el distrito 39 (Colbún, Linares, San Javier, Villa Alegre y Yerbas Buenas)[5]